# Asistencia sanitaria

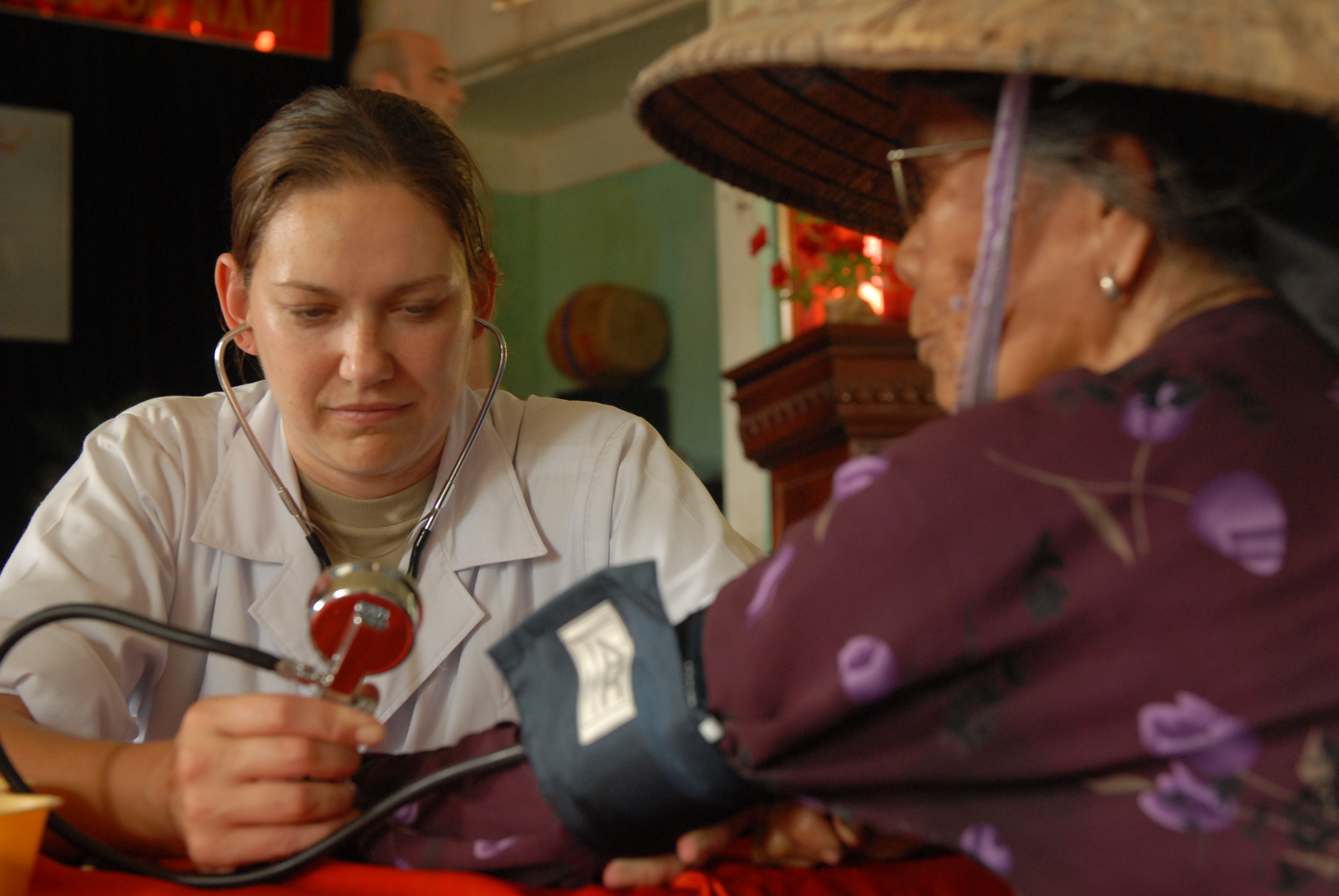
Una especialista en salud del Ejército de los Estados Unidos, brindando asistencia médica en Vietnam.

Se conoce como asistencia sanitaria en España, y como atención médica, asistencia médica, atención sanitaria, o atención de salud en algunos países latinoamericanos, al conjunto de servicios que se proporcionan al individuo, con el fin de promover, proteger y restaurar su salud.
La asistencia sanitaria es básicamente un servicio o un bien económico intangible de tal forma que "El servicio llamado asistencia sanitaria es el que presta un agente u operador especializado para las personas que sienten o tienen manifestaciones de alteraciones en su estado de salud y que además este servicio se presta bajo unas determinadas condiciones de seguridad y por quien está en posesión de un determinado conocimiento, es decir, es un servicio especializado y singular que solo lo pueden dar personas autorizadas o acreditadas y en centros autorizados". "La singularidad del servicio prestado en un centro asistencial viene determinada por muchos factores que abarcan desde su cultura hasta por la gran influencia de otros sectores de la economía". "El tipo de servicio que representa la atención sanitaria se puede diferenciar sobre la base de una serie de condicionantes, que son por una parte, el objeto y la condición de servicio, por otra parte, el motivo de consulta y el tiempo previsión de la actividad -pudiendo ser esta asistencia programada o no programada- y en caso de esta última modalidad, puede presentarse con requerimiento de urgencia o sin él. Otra distinción del servicio se basa en el lugar en dónde se realiza la atención, pudiéndose tratar de una atención intramuros, las que se realizan dentro de los centros sanitarios, o extramuros, las que se llevan a cabo fuera de estos, y a su vez, la atención intramuros puede ser una atención con ingreso hospitalario o sin ingreso y en este último supuesto, con intervención quirúrgica o terapéutica invasiva o sin intervención alguna.  En la modalidad extramuros, fuera del hospital, puede requerir estancia y reposo en domicilio –hospitalización a domicilio- o sin este requerimiento".
Un sistema de salud eficiente puede contribuir a una parte importante de la economía, el desarrollo y la industrialización de un país. La atención de la salud se considera convencionalmente como un determinante importante en la promoción de la salud física y mental y el bienestar de las personas en todo el mundo. Un ejemplo de esto fue la erradicación mundial de la viruela en 1980, declarada por la OMS como la primera enfermedad en la historia humana en ser eliminada mediante intervenciones deliberadas de atención médica.

## Características

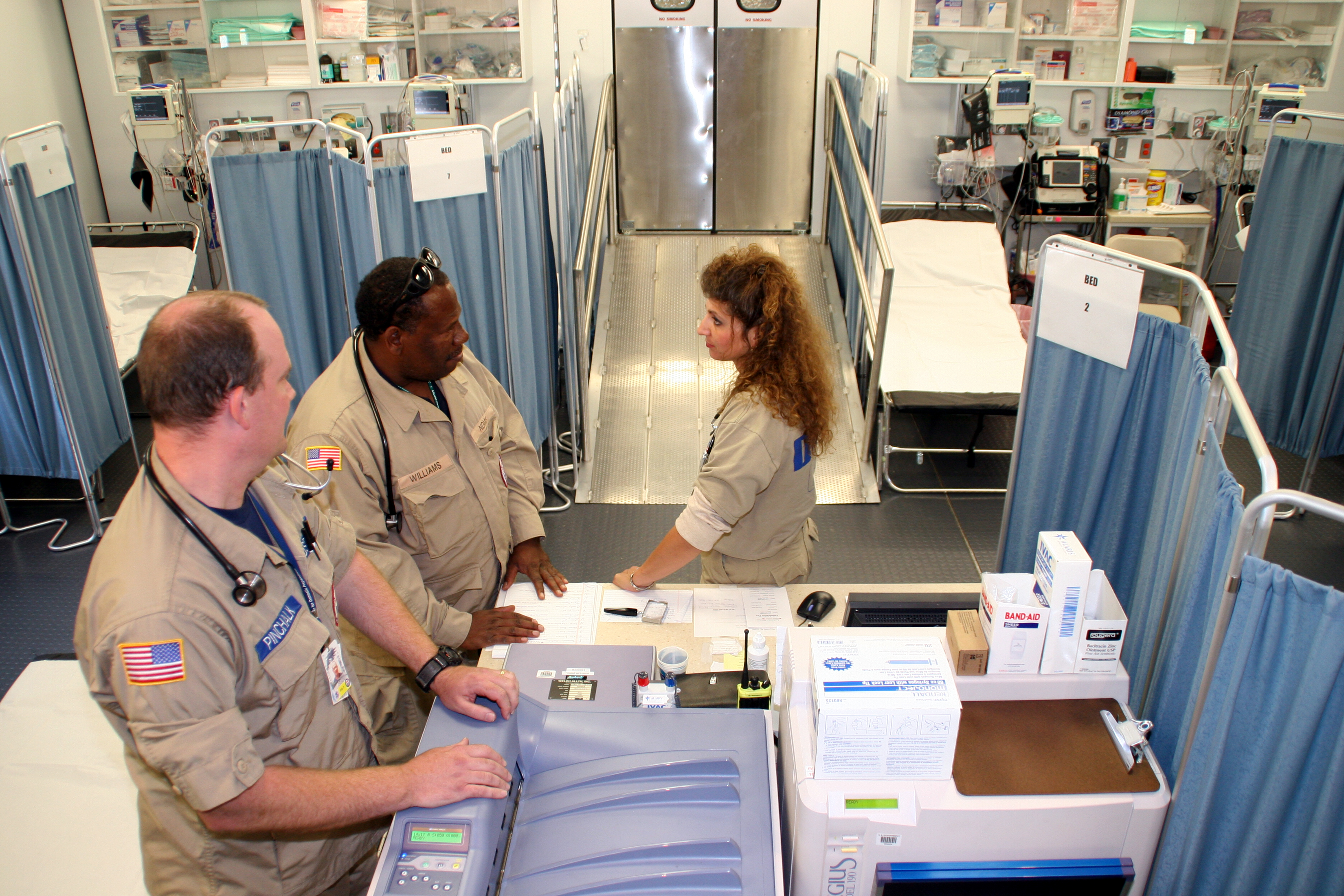
Belle Chasse, LA, 25 de octubre de 2005. - Esta es la zona principal de pacientes en un módulo médico móvil que opera en Belle Chasse, Luisiana.

Se considera como asistencia sanitaria a la prevención, tratamiento y manejo de la enfermedad y la preservación del bienestar mental y físico a través de los servicios ofrecidos por las profesiones de medicina, farmacia, odontología, obstetricia, enfermería y afines.
Según la Organización Mundial de la Salud, la asistencia sanitaria abarca todos los bienes y servicios diseñados para promover la salud, incluyendo "intervenciones preventivas, curativas y paliativas, ya sean dirigidas a individuos o a poblaciones". La provisión organizada de tales servicios puede constituir un sistema de asistencia sanitaria. Esta puede incluir una organización gubernamental tal como, en el Reino Unido, el Servicio Nacional de Salud o una cooperación entre el Servicio Nacional de Salud y Servicios Sociales, tal como ocurre en 'Shared Care'. Antes de que el término "asistencia sanitaria" se hiciera popular, los anglófonos se referían a la medicina o al sector sanitario y hablaban del tratamiento y la prevención de la enfermedad y la discapacidad.

## Sistemas de asistencia sanitaria
En la mayoría de países desarrollados y en muchos países en desarrollo, la asistencia sanitaria es proveída a todos sin importar su capacidad para pagar. El Servicio Nacional de Salud del Reino Unido fue el primer sistema de asistencia sanitaria universal proveído por el gobierno. Fue establecido en 1948 por el gobierno Laborista de Clement Attlee. Alternativamente, se puede proveer el aseguramiento sanitario obligatorio fundado por el gobierno con honorarios nominales, como ocurre en Italia. Otros ejemplos son "Medicare" en Australia, establecido en la década de 1970 por el gobierno Laborista, y por el mismo nombre "Medicare" en Canadá, establecido entre 1966 y 1984; o la Seguridad Social en España. La asistencia sanitaria universal contrasta con los sistemas como la asistencia sanitaria de Estados Unidos o de Sudáfrica, aunque Sudáfrica es uno de los muchos países que intentan reformar su asistencia sanitaria.

## Tipos
El sistema de asistencia sanitaria se puede analizar, con base:
En su financiación y/o titularidad:
- Asistencia sanitaria pública
- Asistencia sanitaria privada

Sobre la base de la relación del usuario con el prestador y/o asegurador: 
A) Asistencia sanitaria pública:
- servicio público (Modelo: Reino Unido)
- aseguramiento público o seguro público de salud (Modelo: Alemania)

B) Asistencia sanitaria privada:
- A través de compañías privadas de seguros
- A través del pago directo al proveedor

## Asistencia Sanitaria en el Extranjero (Por ejemplo, el caso de España)
En caso de necesitar recibir asistencia médica en el extranjero, existe una sentencia del Tribunal Superior de Justicia por la que se condenó al servicio de salud gallego (SERGAS) a pagar los gastos sanitarios de una mujer que sufrió un derrame pleural en México, dicha sentencia señala que la asistencia está garantizada a todos los afiliados de la Seguridad Social, cualquiera que sea el lugar dónde se encuentren, cuando se trate de supuestos que exijan atención inmediata por existir peligro para la vida o la integridad física del beneficiario. 

## Implementación

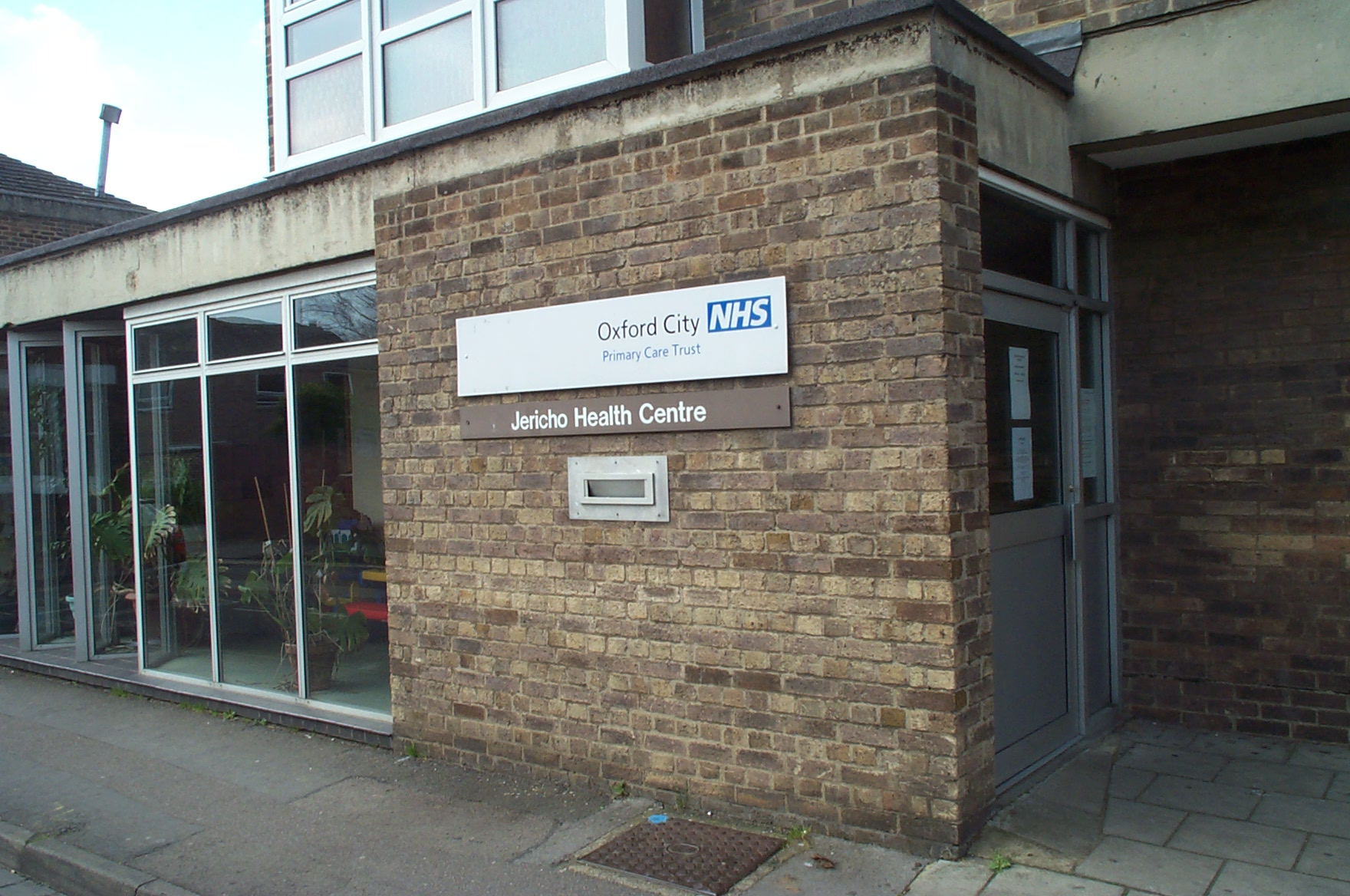
La atención primaria puede prestarse en centros de salud comunitarios.

La prestación de la atención sanitaria moderna depende de grupos de profesionales y paraprofesionales capacitados que se reúnen como equipos interdisciplinarios. Esto incluye a profesionales de medicina, psicología, fisioterapia, enfermería, odontología y obstetricia, junto con muchos otros como profesionales de la salud pública, trabajadores sanitarios comunitarios y personal de asistencia, que prestan sistemáticamente servicios de atención preventiva, curativa y de rehabilitación, personales y poblacionales.
Aunque las definiciones de los distintos tipos de atención sanitaria varían en función de las diferentes perspectivas culturales, políticas, organizativas y disciplinarias, parece existir cierto consenso en que la atención primaria constituye el primer elemento de un proceso continuo de atención sanitaria y puede incluir también la prestación de los niveles secundario y terciario de atención. La asistencia sanitaria puede definirse como pública o privada.

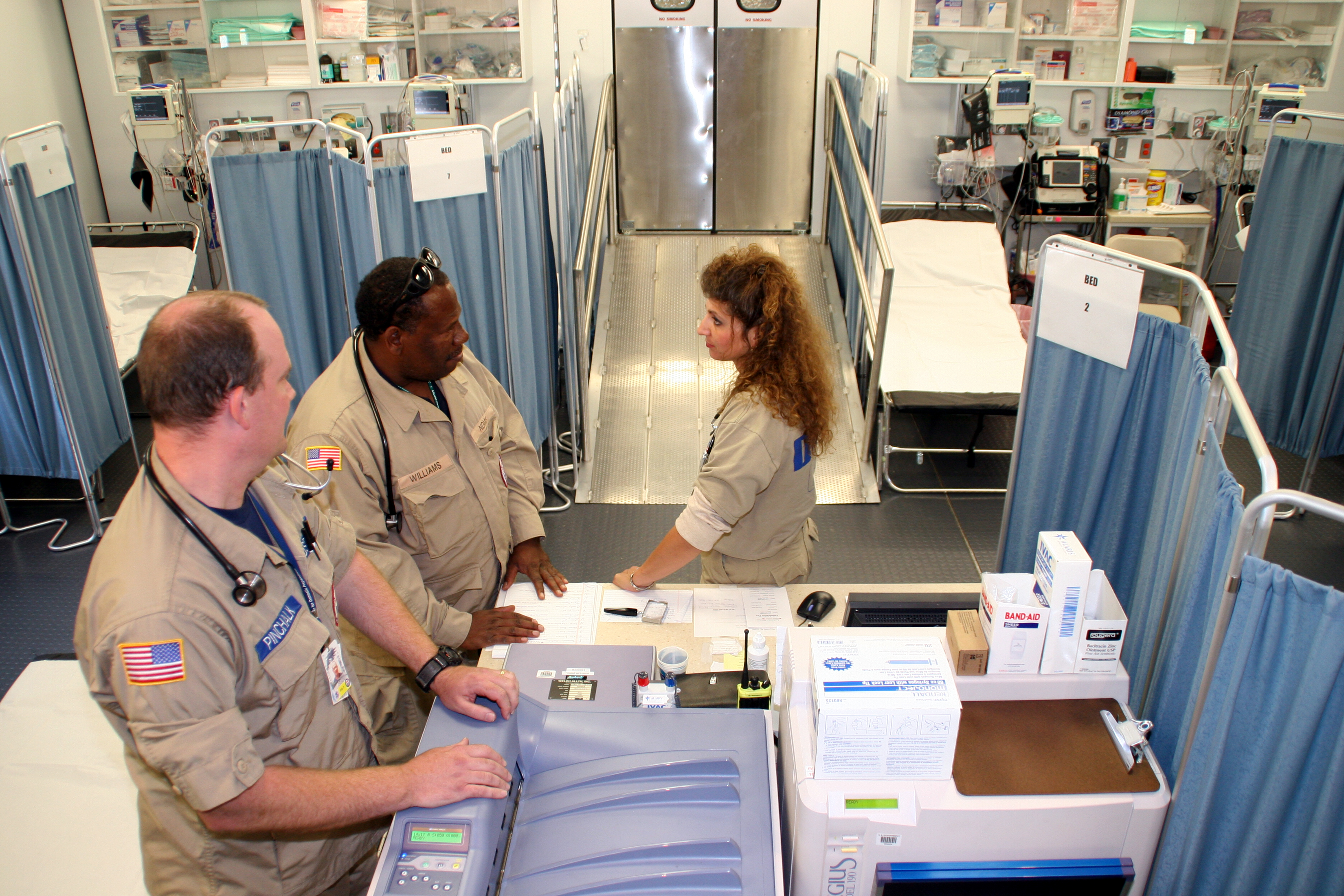
La sala de urgencias suele ser un lugar de primera línea para la prestación de atención médica primaria.

### Atención primaria

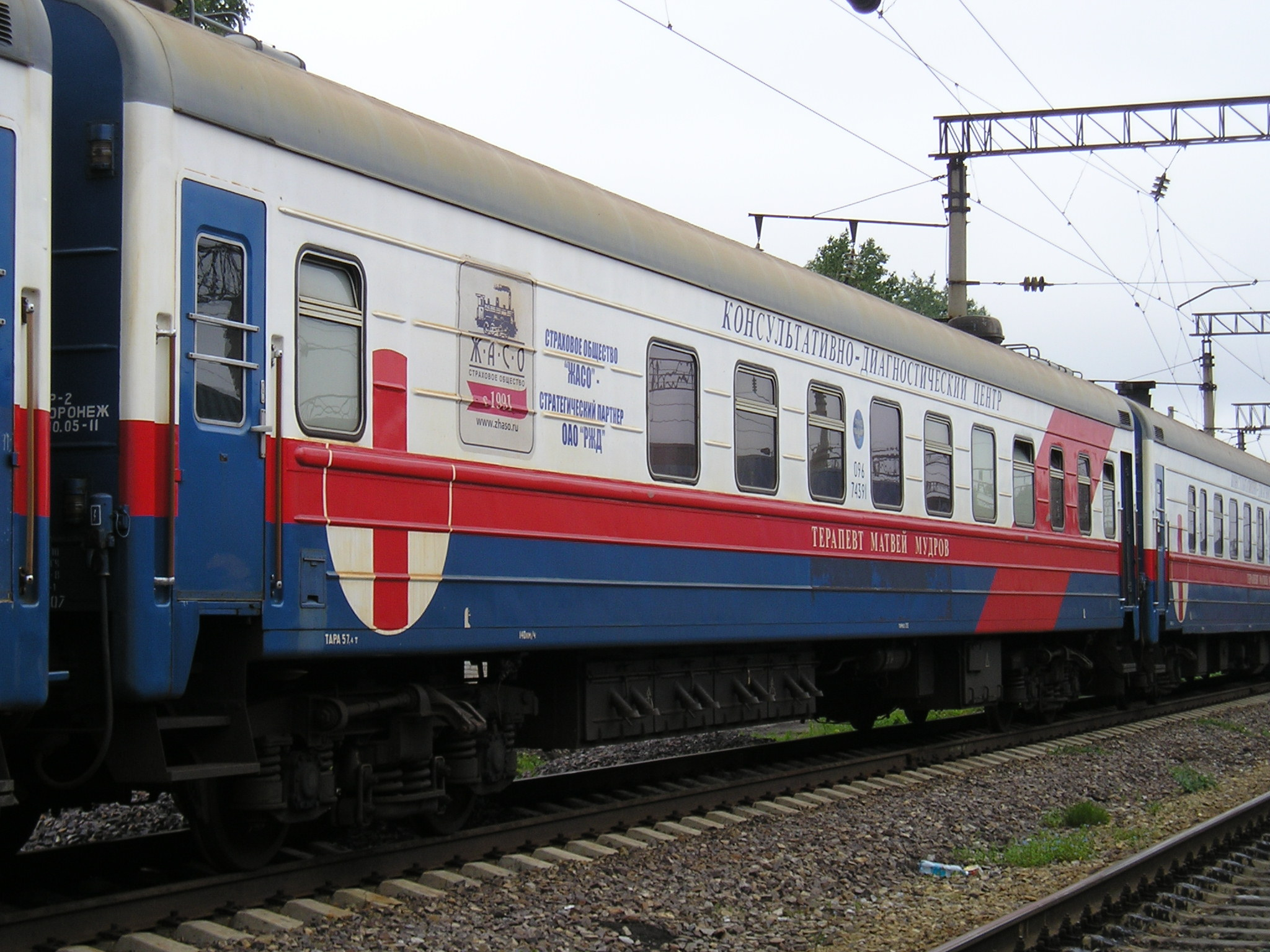
Tren hospital "Terapevt Mudrov" en Jabárovsk, Rusia.

Atención Primaria se refiere al trabajo de profesionales de la salud que actúan como primer punto de consulta para todos los pacientes dentro del sistema de salud. Dicho profesional sería normalmente un médico de atención primaria, como un médico general o médico de familia. Otro profesional sería un facultativo independiente autorizado, como un fisioterapeuta, o un proveedor de atención primaria no médico, como un asistente médico o una enfermera practicante.  Dependiendo de la naturaleza del problema de salud, los pacientes pueden ser derivados a la atención secundaria o terciaria.
La atención primaria se utiliza a menudo para designar los servicios sanitarios que desempeñan una función en la comunidad local. Puede prestarse en diferentes entornos, como los centros de atención urgente que ofrecen citas en el mismo día o servicios sin cita previa.
La atención primaria abarca el ámbito más amplio de la atención sanitaria, incluidas todas las edades de los pacientes, pacientes de todos los orígenes socioeconómicos y geográficos, pacientes que buscan mantener una salud óptima y pacientes con todo tipo de problemas agudos y crónicos de salud física, mental y social, incluidas múltiples enfermedades crónicas. En consecuencia, un médico de atención primaria debe poseer una gran amplitud de conocimientos en muchas áreas. La continuidad es una característica clave de la atención primaria, ya que los pacientes suelen preferir consultar al mismo profesional para las revisiones rutinarias y atención preventiva, educación sanitaria, y cada vez que requieren una consulta inicial sobre un nuevo problema de salud. La Clasificación Internacional de Atención Primaria (CIPC) es una herramienta estandarizada para comprender y analizar la información sobre las intervenciones en atención primaria en función del motivo de consulta del paciente. 
Las enfermedades crónicas comunes que suelen tratarse en atención primaria pueden ser, por ejemplo, hipertensión, diabetes, asma, EPOC, depresión y ansiedad, dolor de espalda, artritis o disfunción tiroidea. La atención primaria también incluye muchos servicios básicos de maternal y atención sanitaria infantil, como servicios de planificación familiar y vacunación. En Estados Unidos, el Relevamiento por entrevista de la Salud Nacional de 2013 reveló que los trastornos de la piel (42,7%), la artrosis y los trastornos articulares (33,6%), los problemas de espalda (23,9%), los trastornos del metabolismo lipídico (22,4%) y las enfermedades de las vías respiratorias superiores (22. 1%, excluyendo el asma) fueron las razones más comunes para acudir al médico. 
En Estados Unidos, los médicos de atención primaria han comenzado a prestar atención primaria fuera del sistema de atención gestionada (facturación de seguros) a través de la atención primaria directa, que es un subconjunto de la más conocida medicina de conserjería. En este modelo, los médicos facturan directamente los servicios a los pacientes, bien de forma mensual, trimestral o anual, o bien por cada servicio prestado en la consulta. Algunos ejemplos de atención primaria directa son Foundation Health en Colorado y Qliance en Washington.
En el contexto del envejecimiento de la población mundial, con un número creciente de adultos mayores con mayor riesgo de padecer enfermedades no transmisibles crónicas, se prevé un rápido aumento de la demanda de servicios de atención primaria tanto en los países desarrollados como en los países en desarrollo.  La Organización Mundial de la Salud atribuye la prestación de atención primaria esencial como componente integral de una estrategia de atención primaria de salud inclusiva.

### Atención secundaria

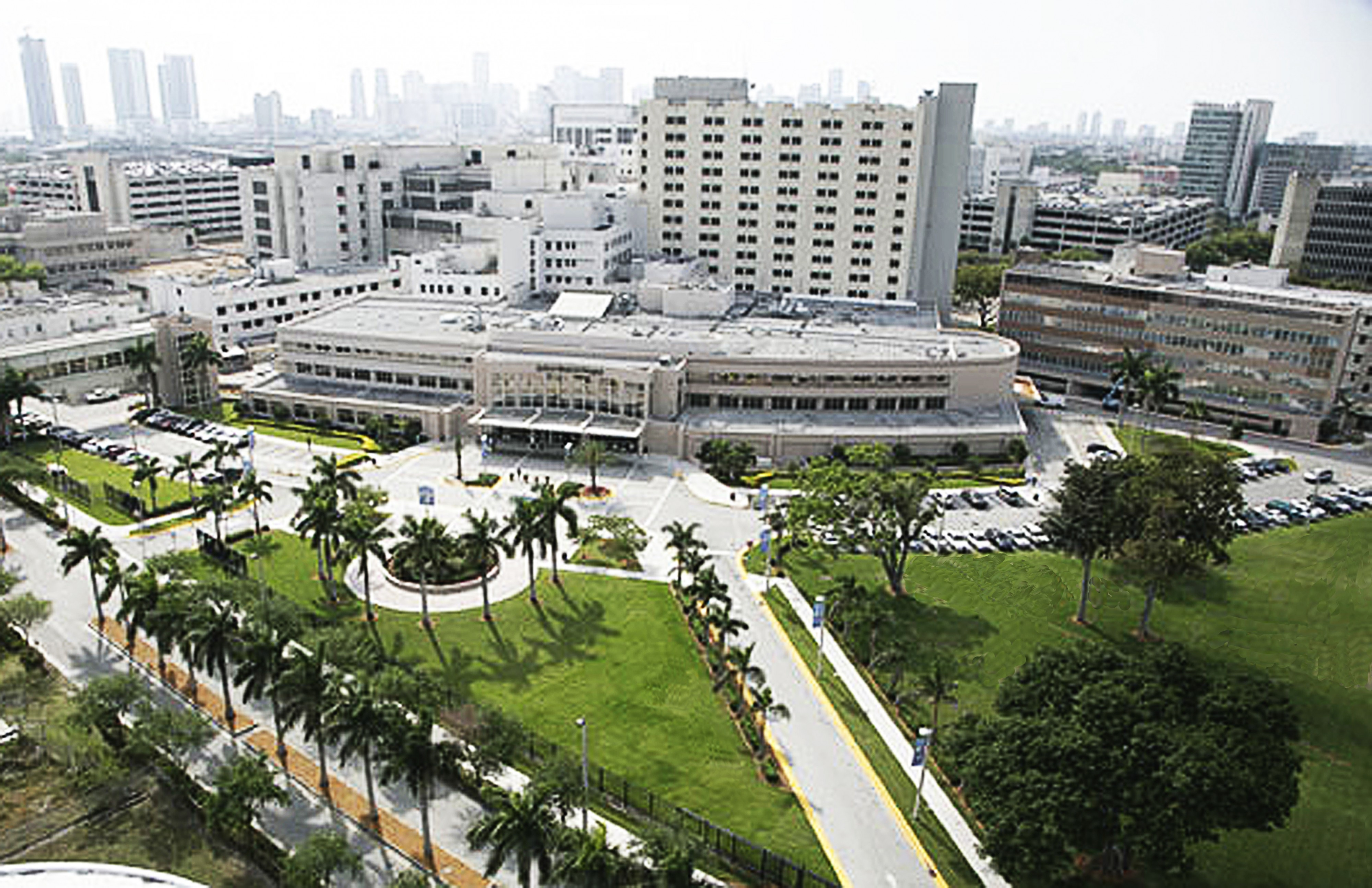
Jackson Memorial Hospital en Miami, el principal hospital universitario de la Facultad de Medicina Leonard M. Miller de la Universidad de Miami y el mayor hospital de Estados Unidos con 1.547 camas

Atención secundaria incluye atención aguda: tratamiento necesario durante un breve periodo de tiempo para una enfermedad, lesión u otra afección breve pero grave. Esta atención suele encontrarse en un hospital servicio de urgencias. La atención secundaria también incluye la asistencia especializada durante el parto, cuidados intensivos y servicios de imagen médica.
El término "atención secundaria" se utiliza a veces como sinónimo de "atención hospitalaria". Sin embargo, muchos proveedores de atención secundaria, como psiquiatras, psicólogos clínicos, terapeutas ocupacionales, la mayoría de las especialidades odontológicas o fisioterapeutas, no trabajan necesariamente en hospitales. Algunos servicios de atención primaria se prestan en hospitales. Dependiendo de la organización y las políticas del sistema nacional de salud, los pacientes pueden tener que acudir a un proveedor de atención primaria para obtener una referencia antes de poder acceder a la atención secundaria. 
En los países que funcionan con un sistema sanitario de mercado mixto, algunos médicos limitan su práctica a la atención secundaria exigiendo a los pacientes que consulten primero a un proveedor de atención primaria. Esta restricción puede imponerse en virtud de las condiciones de los acuerdos de pago de los planes de seguro médico privados o colectivos. En otros casos, especialistas médicos pueden atender a los pacientes sin necesidad de derivación, y los pacientes pueden decidir si prefieren la autoderivación.
En otros países, la autoderivación del paciente a un médico especialista para atención secundaria es poco frecuente, ya que se considera necesaria la derivación previa de otro médico (ya sea de atención primaria u otro especialista), independientemente de que la financiación proceda de seguros de salud privados o seguro nacional de enfermedad.
Las profesiones sanitarias afines, como la fisioterapia, los fisioterapeutas, los terapeutas respiratorios, los terapeutas ocupacionales, los logopedas y los dietistas, también suelen trabajar en atención secundaria, a la que se accede por derivación del paciente o del médico.

### Atención terciaria

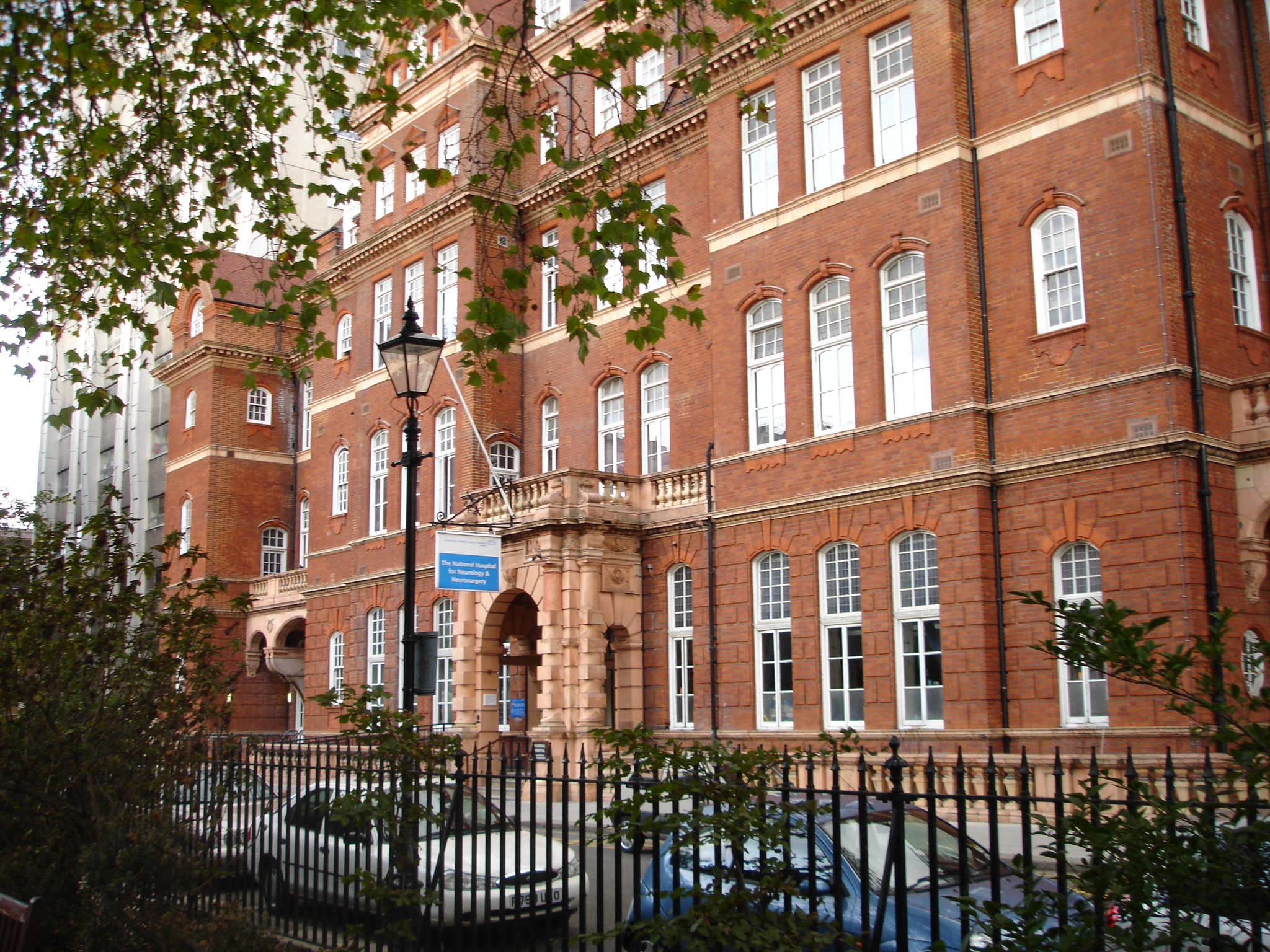
Hospital Nacional de Neurología y Neurocirugía de Londres, Reino Unido es un hospital especializado en neurología.

Atención terciaria es la atención sanitaria consultiva especializada, normalmente para pacientes ingresados y por derivación de un profesional sanitario de atención primaria o secundaria, en un centro que cuenta con personal e instalaciones para la investigación y el tratamiento médico avanzados, como un hospital terciario de referencia.
Ejemplos de servicios de atención terciaria son el tratamiento del cáncer, la neurocirugía, la cirugía cardiaca, la cirugía plástica, el tratamiento de quemaduras graves, los servicios avanzados de neonatología, los cuidados paliativos y otras intervenciones médicas y quirúrgicas complejas.

### Atención cuaternaria
El término atención cuaternaria se utiliza a veces como una extensión de la atención terciaria en referencia a niveles avanzados de la medicina que son altamente especializados y no de fácil acceso. La medicina experimental y algunos tipos de procedimientos poco frecuentes de diagnóstico o cirugía se consideran atención cuaternaria. Por lo general, estos servicios sólo se ofrecen en un número limitado de centros sanitarios regionales o nacionales.

### Atención domiciliaria y comunitaria
Muchos tipos de intervenciones sanitarias se prestan fuera de los centros de salud. Incluyen muchas intervenciones de salud pública de interés, como la vigilancia de la seguridad alimentaria, la distribución de preservativos y los programas de intercambio de agujas para la prevención de enfermedades transmisibles.
También incluyen los servicios de profesionales en entornos residenciales y comunitarios en apoyo del autocuidado, atención domiciliaria, cuidados a largo plazo, vida asistida, tratamiento de trastornos por consumo de sustancias entre otros tipos de servicios de atención sanitaria y social.
Los servicios comunitarios de rehabilitación pueden ayudar a la movilidad y la independencia tras la pérdida de miembros o de funciones. Esto puede incluir prótesis, órtesis o sillas de ruedas.
Muchos países se enfrentan al envejecimiento de la población, por lo que una de las prioridades del sistema sanitario es ayudar a las personas mayores a llevar una vida plena e independiente en la comodidad de su propio hogar. Hay toda una sección de la atención sanitaria orientada a proporcionar a los mayores ayuda en las actividades cotidianas en casa, como el transporte de ida y vuelta a las citas con el médico, junto con muchas otras actividades esenciales para su salud y bienestar. Aunque prestan asistencia domiciliaria a los mayores en cooperación, los familiares y los cuidadores pueden albergar actitudes y valores divergentes respecto a sus esfuerzos conjuntos. Esta situación supone un reto para el diseño de las TIC (tecnologías de la información y la comunicación) para la atención domiciliaria. 
Porque las estadísticas muestran que más de 80 millones de estadounidenses han dejado su empleo principal para cuidar a un ser querido, muchos países han empezado a ofrecer programas como el Programa de Asistente Personal Dirigido por el Consumidor para permitir a los familiares cuidar de sus seres queridos sin renunciar a todos sus ingresos.
Dado que la obesidad infantil se está convirtiendo rápidamente en una de las principales preocupaciones, los servicios sanitarios suelen establecer programas en las escuelas destinados a educar a los niños sobre hábitos alimentarios nutritivos, hacer de la educación física un requisito y enseñar a los jóvenes adolescentes a tener una imagen positiva de sí mismos. 

### Ratings
Las calificaciones de la atención sanitaria son calificaciones o evaluación de la atención sanitaria utilizadas para evaluar el proceso de atención y las estructuras de atención sanitaria y/o los resultados de los servicios de atención sanitaria. Esta información se traduce en boletines de calificaciones generados por organizaciones de calidad, organizaciones sin ánimo de lucro, grupos de consumidores y medios de comunicación. Esta evaluación de la calidad se basa en medidas de:
- calidad de los planes de salud
- calidad hospitalaria
- evaluación del paciente sobre la atención recibida
- calidad de los médicos
- calidad de otros profesionales sanitarios